# Håll huvet kallt
Håll huvet kallt var SVT:s julkalender 1994, baserad på boken Eddie och Johanna av Viveca Lärn. Serien utspelas i Lysekil på Sveriges västkust, och det var även där TV-serien spelades in.[källa behövs]

## Handling
Den astmasjuke pojken Eddie reser till sin faster Soffan och farbror Malkolm i Lysekil. Hans mamma är död, och hans pappa Lennart (Tomas von Brömssen) är alkoholist och tvungen att bo på ett vårdhem.. Eddies äldre bror Anders får bo hos sin lärare för att studera. Den enda nära vän Eddie har med sig till Lysekil är hans vattensköldpadda Maxon Jaxon som är döpt efter Michael Jackson. Men i Lysekil blir han även vän med jämnåriga Johanna. I Lysekil bor också den elaka och griniga gubben Gränsemyr (Per Oscarsson), den egocentriska luciakandidaten Sophia och andra som Eddie lär känna.

## Medverkande
- André Lidholm − Eddie
- Emelie Heilmann − Johanna
- Tomas von Brömssen − pappa Lennart
- Kerstin Tidelius − Soffan
- Johan Larén − Anders
- Birgit Carlstén − Denize (Johannas mamma)
- Åke Lindman − Malkolm
- Per Oscarsson − Gränsemyr
- Maria Grip − Sophia Gränsemyr
- Göran Ragnerstam − Nick Hick
- Maria Lundqvist − Gullan (polisen)
- Bengt Bauler − guiden
- Dan Sjögren − generalen
- Jan Holmquist − nöjespappan
- Ann Lundgren − banantanten
- Niklas Hjulström − busschauffören Linus
- Lola Ewerlund − damen i gangsterpälsen
- Sören Söderberg − tomtenisse

## Papperskalender

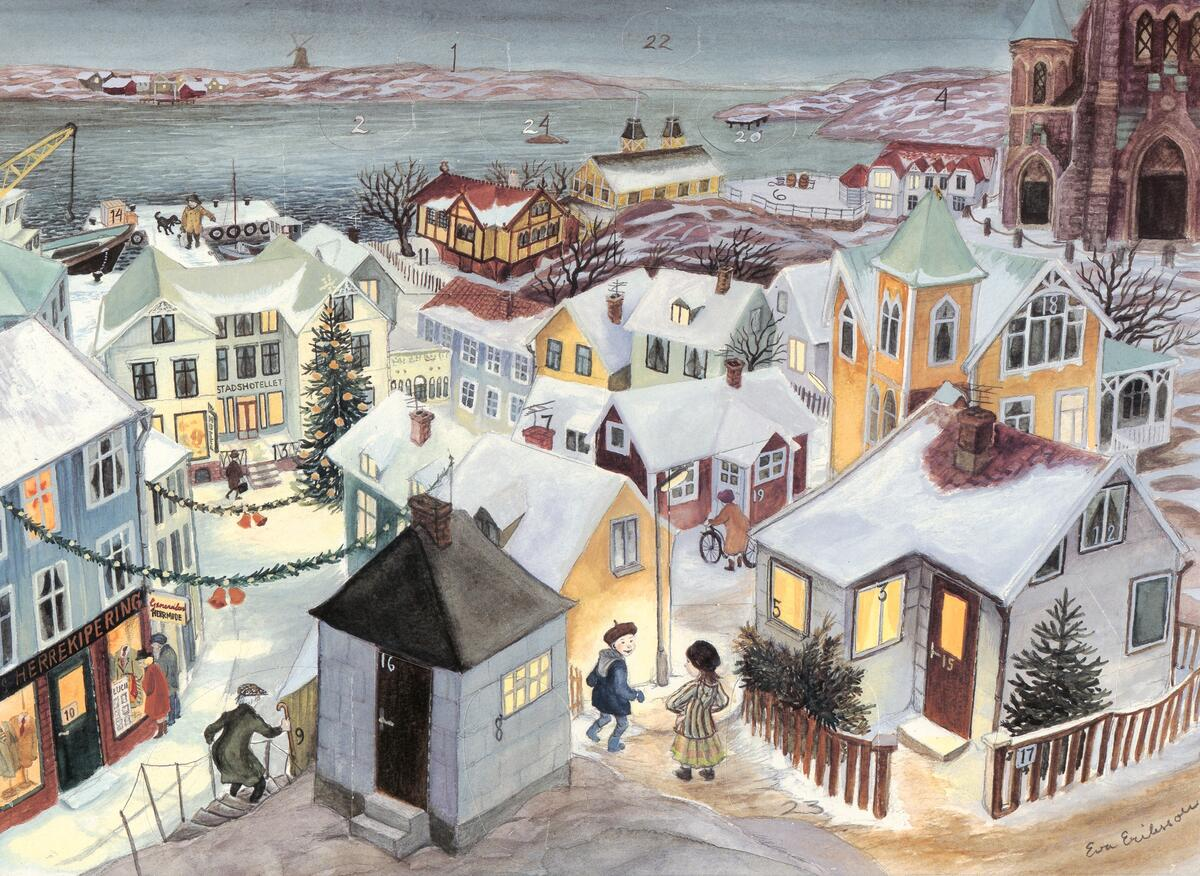
Papperskalendern

Årets papperskalender ritades av Eva Eriksson och visar Lysekil, där berättelsen utspelar sig, i vintermiljö.

## Om serien
Varje avsnitt inleds med Viveca Lärn, som då hette Sundvall, sittande i en fåtölj bland tända ljus. Hon återberättar korta barndomsminnen med anknytning till händelserna i julkalendern och öppnar dagens lucka i julkalendern.
Seriens titel "Håll huvet kallt" bygger på det uttryck som Eddies pappa brukade använda när Eddie var på dåligt humör. Eddie tog uttrycket bokstavligen.

## Utgivning och visning
Det var ursprungligen meningen av serien skulle visas i repris på TV. Men dessa planer realiserades aldrig. Det var också inte tänkt att ge ut serien på köpvideo eftersom den enligt distributören var för lokal. Men Ingemar Larsson, chef för Lysekils Turist & Nöjes AB, och Viveca Lärn lyckades till slut övertala SVT att släppa rättigheterna till serien och gav sedan ut serien i två delar exklusivt i Lysekil. I den här versionen var vinjetten bortklippt så alla avsnitten spelades i ett långt sjok.
Serien utgavs 2010 på DVD av Pan Vision och har även varit publicerad i SVT:s Öppet arkiv.

### Fotnoter
1. ↑  ”Jultradition”. Arkiverad från originalet den 25 april 2012. https://web.archive.org/web/20120425112719/http://www.jultradition.se/tv.htm. Läst 2 april 2011.
2. ↑  När Var Hur 1999, Bokförlaget DN, sidan 379-381 - TV:s julkalender 1960-98
3. ↑  ”Julkalendrar”. Arkiverad från originalet den 27 oktober 2014. https://web.archive.org/web/20141027033822/http://helgo.net/emma/julkalendrar.php?y=1994&t=tv. Läst 2 april 2011.
4. ↑  Anders Netshagen (2 december 1998). ”Viveca Lärns kalender nu på köpvideo”. GT. Läst 8 oktober 2023.
5. ↑  ”Håll huvet kallt | Svensk mediedatabas (SMDB)”. smdb.kb.se. https://smdb.kb.se/catalog/id/002693402. Läst 14 september 2022.
6. ↑  ”Jul i Öppet arkiv”. Öppet arkiv - Bloggen. 24 november 2018. Arkiverad från originalet den 2 mars 2021. https://web.archive.org/web/20210302205925/https://blogg.svt.se/oppet-arkiv/jul-%C3%B6ppet-arkiv/. Läst 31 januari 2019.